# Biri (település)
Biri község Szabolcs-Szatmár-Bereg vármegyében, a Nagykállói járásban.

## Fekvése
Nagykállótól 7 kilométerre délre, Balkánytól 5 kilométerre északra található. Nagykálló Ludastó nevű különálló városrészétől 5 kilométerre keletre és Perkedpusztától 4 kilométerre nyugatra helyezkedik el.
Különálló településrésze Táncsicstelep, mely Nagykállótól 4, Biri központjától 3 kilométerre fekszik. Lakóinak száma: 58.

### Megközelítése
Csak közúton közelíthető meg, Nagykálló és Balkány irányából is a 4102-es úton; Ludastóval egy számozatlan, alsóbbrendű önkormányzati út köti össze.
Korábban áthaladt rajta a Nagykálló–Nyíradony-vasútvonal is, melynek egy megállási pontja volt a határain belül; Biri megállóhely a belterület nyugati szélén helyezkedik el, közúti elérését a 49 313-as számú mellékút biztosítja. Északkeleti határszélét pontszerűen érinti a Nyíregyháza–Mátészalka–Zajta-vasútvonal is.

## Története

### Középkorban
A honfoglalás előtti, török eredetű helynévvel rendelkező település a 13. század végén (1290 körül tűnt fel, amikor Biri Gergely fia János adóssága miatt III. Endre (1290–1301) által elvett birtokba Ördög fia. Pál beiktatása ellen a Balogsemjén nemzetségbeli Gergely fia. János és a Gutkeled nemzetségbeli Pál fia, Lőrinc tiltakoznak. A falu a két nemzetség 13. században kialakulóban lévő birtokai közé volt ékelődve.
A Biri család alapító őse (I. Ubul) 1220 körül élt. 1325-ben Biri Fábián és János voltak a földesurak. Temploma az 1332–1335 évi tizedjegyzék szerint a Boldogságos Szűz ("Beata Virgo") tiszteletére volt szentelve.
A falu 1343 óta a magát Kállaynak nevező család tulajdona volt. Az 1345. évi osztozkodás során a két főág (Egyed fia Iván és Egyed fia Simon ága) úgy osztotta meg a falut, hogy a rét felől eső része Simoné, az erdő felőli része pedig Iváné lett.
Úgy látszik a forrásokból, hogy a Kállay család mindig is ragaszkodott a falu birtoklásához. A 15. században nincs is benne más. Sőt a 16. században sem, mert 1556-ban 31 decima-fizető (dézsmafizető) jobbágyon (kb. 155-160 lélek) a három Kállay családbeli osztozott.
1592-ben átmenetileg a Bornemissza családnak volt benne egy nemesi kúriája, de 1609-ben, mikor Kálló várőrséggé akarta foglalni magának, ismét a Kállayak tiltják őket a foglalásról.

### Az újkorban
1720-ban mint pusztahely (desolata) szerepelt a vármegyei összeírásban. 1763–1767 között ezért Kállay János a szilágysági birtokairól, pontosabban Portelekrőlről román eredetű, óhitű jobbágyokat telepített a mai faluba, amely a középkori településtől 2 kilométerre DNY-ra alakult ki. Ennek megfelelően a község 1772 évi urbáriuma már 8 telkes jobbágyát és 2 házaszsellért tartalmazza 3,6/8 jobbágytelken.
1870-ben (száz év múlva) már 86 lakóházban 654 lakos élt, határa pedig 1974 kat. hold volt; 1900-ban 85 lakóháza és 708 lakosa volt.
A mai községháza épülete, a volt Kállay-kúria 1777-ben épült (Giuseppe Aprilis olasz építőmester építette) ortodox templomának építési idejét nem tudjuk, valószínűleg a 19. század elején épült.

### A 20. században
Az első világháborúban 32, a második világháborúban 45, az 1956-os forradalomban pedig egy mártírral áldoztak a haza oltárán. Emléküket a Millenniumi Parkban emléktáblák felállításával őrizték meg a 2000. évben. 1979–1988 között azonban megállt a település fejlődése. Nagykálló társközségeként csupán az ivóvízhálózat kiépítését sikerült megvalósítaniuk.
1989. január 1. napjától Biri ismét önálló község lett. Ekkor indult meg ténylegesen a település fejlődése.

## Közélete

### Polgármesterei
- 1990–1994: Márton József (független)[3]
- 1994–1998: Márton József (független)[4]
- 1998–2002: Márton József (független)[5]
- 2002–2006: Márton József (független)[6]
- 2006–2009: Márton József (független)[7]
- 2009–2010: Almási Katalin (független)[8]
- 2010–2014: Almási Katalin (független)[9]
- 2014–2019: Almási Katalin (független)[10]
- 2019–2024: Almási Katalin (Fidesz-KDNP)[11]
- 2024– : Almási Katalin (Fidesz-KDNP)[1]

A településen 2009. augusztus 2-án időközi polgármester-választást tartottak, az előző polgármester lemondása miatt.

## Népesség
A település népességének változása:
| Lakosok száma | 1424 | 1434 | 1407 | 1374 | 1232 | 1255 | 1238 |
|               | 2013 | 2014 | 2015 | 2021 | 2022 | 2023 | 2024 |

2001-ben a község lakosságának közel 100%-a magyar nemzetiségűnek vallotta magát.
A 2011-es népszámlálás során a lakosok 84,1%-a magyarnak mondta magát (15,9% nem nyilatkozott). A vallási megoszlás a következő volt: római katolikus 22,7%, református 10,7%, görögkatolikus 40,2%, felekezeten kívüli 2,2% (23,7% nem válaszolt).
2022-ben a lakosság 90,9%-a vallotta magát magyarnak, 1% cigánynak, 1% ukránnak, 0,2% bolgárnak, 0,2% németnek, 0,1-0,1% görögnek, románnak, ruszinnak és szerbnek, 1,1% egyéb, nem hazai nemzetiségűnek (9% nem nyilatkozott; a kettős identitások miatt a végösszeg nagyobb lehet 100%-nál). Vallásuk szerint 17,1% volt római katolikus, 9,2% református, 28,7% görög katolikus, 0,3% egyéb keresztény, 0,1% evangélikus, 0,1% ortodox, 3,9% felekezeten kívüli (40,1% nem válaszolt).

## Nevezetességei
- Millenniumi Park
- Adventista imaház
- Templomai
- Községháza
- Művelődési ház
- Könyvtár
- Teleház
- Iskolák
- Bölcsőde (ma a Dankó Pista Egységes Óvoda – Bölcsőde, Általános Iskola, Szakképző Iskola, Gimnázium, Kollégium és Alapfokú Művészeti Iskola használja az épületet)
- Kállay-kastély
- Le Til Kúria[16]
- Bimbó-hegy

## Testvértelepülések
- Mszana Dolna, Lengyelország